# Nejo
Nejo är en ort i Etiopien. Den ligger i regionen Oromia, i den västra delen av landet, 400 km väster om huvudstaden Addis Abeba. Nejo ligger 1 888 meter över havet och antalet invånare är 20 166.
Terrängen runt Nejo är platt åt nordväst, men åt sydost är den kuperad. Runt Nejo är det ganska tätbefolkat, med 111 invånare per kvadratkilometer. Det finns inga andra samhällen i närheten. Omgivningarna runt Nejo är en mosaik av jordbruksmark och naturlig växtlighet.